# Grand Prix Bahrajnu 2004
Wyniki Grand Prix Bahrajnu, trzeciej rundy Mistrzostw Świata Formuły 1 w sezonie 2004.

## Wyniki

### Sesje treningowe
| Sesja | Nr | Kierowca           | Konstruktor | Czas     |
| ----- | -- | ------------------ | ----------- | -------- |
| 1     | 1  | Michael Schumacher | Ferrari     | 1:32.158 |
| 2     | 2  | Rubens Barrichello | Ferrari     | 1:31.450 |
| 3     | 9  | Jenson Button      | BAR-Honda   | 1:30.062 |
| 4     | 9  | Jenson Button      | BAR-Honda   | 1:29.552 |

### Kwalifikacje
| P  | Nr | Kierowca             | Konstruktor(-silnik) | Opony | Czas     | Odstęp   | Strata   |
| -- | -- | -------------------- | -------------------- | ----- | -------- | -------- | -------- |
| 1  | 1  | Michael Schumacher   | Ferrari              | B     | 1:30.139 | -        | -        |
| 2  | 2  | Rubens Barrichello   | Ferrari              | B     | 1:30.530 | 0:00.391 | 0:00.391 |
| 3  | 3  | Juan Pablo Montoya   | Williams-BMW         | M     | 1:30.581 | 0:00.051 | 0:00.442 |
| 4  | 4  | Ralf Schumacher      | Williams-BMW         | M     | 1:30.633 | 0:00.052 | 0:00.494 |
| 5  | 10 | Takuma Satō          | BAR-Honda            | M     | 1:30.827 | 0:00.194 | 0:00.688 |
| 6  | 9  | Jenson Button        | BAR-Honda            | M     | 1:30.856 | 0:00.029 | 0:00.717 |
| 7  | 7  | Jarno Trulli         | Renault              | M     | 1:30.971 | 0:00.115 | 0:00.832 |
| 8  | 17 | Olivier Panis        | Toyota               | M     | 1:31.686 | 0:00.715 | 0:01.547 |
| 9  | 16 | Cristiano da Matta   | Toyota               | M     | 1:31.717 | 0:00.031 | 0:01.578 |
| 10 | 5  | David Coulthard      | McLaren-Mercedes     | M     | 1:31.719 | 0:00.002 | 0:01.580 |
| 11 | 11 | Giancarlo Fisichella | Sauber-Petronas      | B     | 1:31.731 | 0:00.012 | 0:01.592 |
| 12 | 15 | Christian Klien      | Jaguar-Cosworth      | M     | 1:32.332 | 0:00.601 | 0:02.193 |
| 13 | 12 | Felipe Massa         | Sauber-Petronas      | B     | 1:32.536 | 0:00.204 | 0:02.397 |
| 14 | 14 | Mark Webber          | Jaguar-Cosworth      | M     | 1:32.625 | 0:00.089 | 0:02.486 |
| 15 | 18 | Nick Heidfeld        | Jordan-Ford          | B     | 1:33.506 | 0:00.881 | 0:03.367 |
| 16 | 19 | Giorgio Pantano      | Jordan-Ford          | B     | 1:34.105 | 0:00.599 | 0:03.966 |
| 17 | 8  | Fernando Alonso      | Renault              | M     | 1:34.130 | 0:00.025 | 0:03.991 |
| 18 | 20 | Gianmaria Bruni      | Minardi-Cosworth     | B     | 1:34.584 | 0:00.454 | 0:04.445 |
| 19 | 21 | Zsolt Baumgartner    | Minardi-Cosworth     | B     | 1:35.787 | 0:01.203 | 0:05.648 |
| 20 | 6  | Kimi Räikkönen       | McLaren-Mercedes     | M     | -        | -        | -        |
| P  | Nr | Kierowca             | Konstruktor(-silnik) | Opony | Czas     | Odstęp   | Strata   |

### Wyścig
| P                 | + / –     | Nr | Kierowca             | Konstruktor      | Opony | Okr. | Czas / Strata | Komentarz  |
| ----------------- | --------- | -- | -------------------- | ---------------- | ----- | ---- | ------------- | ---------- |
| 1                 | Bez zmian | 1  | Michael Schumacher   | Ferrari          | B     | 57   | 1h28:34.875   |            |
| 2                 | Bez zmian | 2  | Rubens Barrichello   | Ferrari          | B     | 57   | +0:01.367     |            |
| 3                 | 3         | 9  | Jenson Button        | BAR-Honda        | M     | 57   | +0:26.687     |            |
| 4                 | 3         | 7  | Jarno Trulli         | Renault          | M     | 57   | +0:32.214     |            |
| 5                 | Bez zmian | 10 | Takuma Satō          | BAR-Honda        | M     | 57   | +0:52.460     |            |
| 6                 | 10        | 8  | Fernando Alonso      | Renault          | M     | 57   | +0:53.156     |            |
| 7                 | 3         | 4  | Ralf Schumacher      | Williams-BMW     | M     | 57   | +0:58.155     |            |
| 8                 | 6         | 14 | Mark Webber          | Jaguar-Cosworth  | M     | 56   | +1 okr.       |            |
| 9                 | 1         | 17 | Olivier Panis        | Toyota           | M     | 56   | +1 okr.       |            |
| 10                | 1         | 16 | Cristiano da Matta   | Toyota           | M     | 56   | +1 okr.       |            |
| 11                | Bez zmian | 11 | Giancarlo Fisichella | Sauber-Petronas  | B     | 56   | +1 okr.       |            |
| 12                | 1         | 12 | Felipe Massa         | Sauber-Petronas  | B     | 56   | +1 okr.       |            |
| 13                | 10        | 3  | Juan Pablo Montoya   | Williams-BMW     | M     | 56   | +1 okr.       |            |
| 14                | 2         | 15 | Christian Klien      | Jaguar-Cosworth  | M     | 56   | +1 okr.       |            |
| 15                | 3         | 18 | Nick Heidfeld        | Jordan-Ford      | B     | 56   | +1 okr.       |            |
| 16                | 1         | 19 | Giorgio Pantano      | Jordan-Ford      | B     | 55   | +2 okr.       |            |
| 17                | Bez zmian | 20 | Gianmaria Bruni      | Minardi-Cosworth | B     | 52   | +5 okr.       |            |
| Niesklasyfikowani |           |    |                      |                  |       |      |               |            |
|                   |           | 5  | David Coulthard      | McLaren-Mercedes | M     | 50   |               | pneumatyka |
|                   |           | 21 | Zsolt Baumgartner    | Minardi-Cosworth | B     | 44   |               | silnik     |
|                   |           | 6  | Kimi Räikkönen       | McLaren-Mercedes | M     | 7    |               | silnik     |
| P                 | + / –     | Nr | Kierowca             | Konstruktor      | Opony | Okr. | Czas / Strata | Komentarz  |

### Najszybsze okrążenie
| Nr | Kierowca           | Konstruktor | Opony | Czas     | Okr. |
| -- | ------------------ | ----------- | ----- | -------- | ---- |
| 1  | Michael Schumacher | Ferrari     | B     | 1:30.252 | 7    |

## Klasyfikacja po wyścigu

### Kierowcy
| P                 | +/− | Kierowca             | Starty | Punkty | P1 | P2 | P3 | PP | NO | NS |
| ----------------- | --- | -------------------- | ------ | ------ | -- | -- | -- | -- | -- | -- |
| 1                 | 0   | Michael Schumacher   | 3      | 30     | 3  | -  | -  | 3  | 2  | 0  |
| 2                 | 0   | Rubens Barrichello   | 3      | 21     | -  | 2  | -  | -  | -  | 0  |
| 3                 | +1  | Jenson Button        | 3      | 15     | -  | -  | 2  | -  | -  | 0  |
| 4                 | −1  | Juan Pablo Montoya   | 3      | 12     | -  | 1  | -  | -  | 1  | 0  |
| 5                 | 0   | Fernando Alonso      | 3      | 11     | -  | -  | 1  | -  | -  | 0  |
| 6                 | 0   | Jarno Trulli         | 3      | 11     | -  | -  | -  | -  | -  | 0  |
| 7                 | 0   | Ralf Schumacher      | 3      | 7      | -  | -  | -  | -  | -  | 0  |
| 8                 | +3  | Takuma Satō          | 3      | 4      | -  | -  | -  | -  | -  | 0  |
| 9                 | −1  | David Coulthard      | 3      | 4      | -  | -  | -  | -  | -  | 1  |
| 10                | −1  | Felipe Massa         | 3      | 1      | -  | -  | -  | -  | -  | 1  |
| 11                | +7  | Mark Webber          | 3      | 1      | -  | -  | -  | -  | -  | 2  |
| 12                | −2  | Cristiano da Matta   | 3      | 0      | -  | -  | -  | -  | -  | 0  |
| 13                | +1  | Olivier Panis        | 3      | 0      | -  | -  | -  | -  | -  | 0  |
| 14                | −2  | Giancarlo Fisichella | 3      | 0      | -  | -  | -  | -  | -  | 0  |
| 15                | −3  | Christian Klien      | 3      | 0      | -  | -  | -  | -  | -  | 0  |
| 16                | −1  | Giorgio Pantano      | 3      | 0      | -  | -  | -  | -  | -  | 0  |
| 17                | −1  | Gianmaria Bruni      | 3      | 0      | -  | -  | -  | -  | -  | 1  |
| 18                | 0   | Nick Heidfeld        | 3      | 0      | -  | -  | -  | -  | -  | 2  |
| 19                | −2  | Zsolt Baumgartner    | 3      | 0      | -  | -  | -  | -  | -  | 2  |
| Niesklasyfikowani |     |                      |        |        |    |    |    |    |    |    |
|                   |     | Kimi Räikkönen       | 3      | -      | -  | -  | -  | -  | -  | 3  |
| P                 | +/− | Kierowca             | Starty | Punkty | P1 | P2 | P3 | PP | NO | NS |

### Konstruktorzy
| P  | +/− | Konstruktor      | Starty | Punkty | P1 | P2 | P3 | PP | NO | NS |
| -- | --- | ---------------- | ------ | ------ | -- | -- | -- | -- | -- | -- |
| 1  | 0   | Ferrari          | 6      | 51     | 3  | 2  | -  | 3  | 2  | 0  |
| 2  | +1  | Renault          | 6      | 22     | -  | -  | 1  | -  | -  | 0  |
| 3  | −1  | Williams-BMW     | 6      | 19     | -  | 1  | -  | -  | 1  | 1  |
| 4  | 0   | BAR-Honda        | 6      | 19     | -  | -  | 2  | -  | -  | 0  |
| 5  | 0   | McLaren-Mercedes | 6      | 4      | -  | -  | -  | -  | -  | 4  |
| 6  | 0   | Sauber-Petronas  | 6      | 1      | -  | -  | -  | -  | -  | 1  |
| 7  | +1  | Jaguar-Cosworth  | 6      | 1      | -  | -  | -  | -  | -  | 2  |
| 8  | −1  | Toyota           | 6      | 0      | -  | -  | -  | -  | -  | 0  |
| 9  | 0   | Jordan-Ford      | 6      | 0      | -  | -  | -  | -  | -  | 2  |
| 10 | 0   | Minardi-Cosworth | 6      | 0      | -  | -  | -  | -  | -  | 3  |
| P  | +/− | Konstruktor      | Starty | Punkty | P1 | P2 | P3 | PP | NO | NS |

## Prowadzenie w wyścigu
| Nr | Kierowca           | Okrążenia                | Suma |
| -- | ------------------ | ------------------------ | ---- |
| 1  | Michael Schumacher | 1-9, 12-24, 28-41, 44-57 | 50   |
| 2  | Rubens Barrichello | 10, 25-27, 42-43         | 6    |
| 9  | Jenson Button      | 11                       | 1    |